# Marie-Therese-Elisabeth Massin
Marie-Therese-Elisabeth Massin, känd som Belle Chretienne, död 1765, var en franskspråkig balettdansös.  Hon tillhörde de mer betydande scenkonstnärerna vid La Monnaie i Bryssel mellan 1761 och 1765, då hon var teaterns premiärdansös.  Hon var syster till dansösen Marie Massin. 